# Валле, Жан-Марк
Жан-Марк Валле́ (фр. Jean-Marc Vallée; 9 марта 1963, Монреаль, Квебек, Канада — 25 декабря 2021, Квебек, Канада) — канадский режиссёр, сценарист и монтажёр из Квебека. После обучения искусству кино в Университете Квебека в Монреале, Валле начал снимать короткометражные фильмы, получившие признание, включая «Stéréotypes» (1991), «Les Fleurs magiques» (1995) и «Les Mots magiques» (1998).

## Жизнь и карьера

### Ранняя работа
Жан-Марк Валле родился 9 марта 1963 года в Монреале в семье из четырех детей. Изучал кинематограф в колледже при Университете Квебека в Монреале.
В 1990-х годах Валле спродюсировал несколько короткометражных фильмов, получивших хорошие отзывы. Его первым полнометражным фильмом стал «Чёрный список» в 1995 году. В год выхода фильм стал самым кассовым в Квебеке и получил девять номинаций на премию «Джини». После успеха этого фильма Валле переехал в Лос-Анджелес, где в 1997 году снял фильм в жанре вестерн Los Locos, а двумя годами позже — Loser Love.

### C.R.A.Z.Y.
В 1990-х годах Валле начал работать над фильмом «C.R.A.Z.Y.» Изначально он планировал снять фильм в США, но его друг Мишель Коте, до этого снявшийся в «Чёрном списке», посоветовал ему перенести производство в Квебек. В 2005 году «C.R.A.Z.Y.» наконец-то был выпущен, и стал одним из самых успешных фильмов в истории Квебека. Мировая премьера состоялась на Кинофестивале в Торонто 2005 года. Фильм получил множество наград, в том числе одиннадцать премий «Джини», а также был выбран в качестве канадской заявки на премию «Оскар» за лучший фильм на иностранном языке.

## Признание
- Офицер ордена Канады (2017)[7] и Национального ордена Квебека (2020)[8].
- Компаньон ордена искусств и литературы Квебека (2018).
- Премия генерал-губернатора по исполнительским видам искусства и мультимедиа (2015).
- Премия «Эмми» за лучшую режиссуру мини-сериала, фильма или драматической программы (2017).

## Личная жизнь и смерть
У Валле было двое детей, Алекс и Эмиль
Умер на 59-м году жизни 25 декабря 2021 года от сердечного приступа в своём шале в Бертье-сюр-Мэр (Квебек)i.

## Фильмография

### Полнометражные фильмы
- Чёрный список (1995)
- Los Locos (1997)
- Loser Love (1999)
- C.R.A.Z.Y. (2005)
- Молодая Виктория (2009)
- Кафе де Флор (2011)
- Далласский клуб покупателей (2013)
- Дикая (2014)
- Разрушение (2015)

### Сериалы
- Большая маленькая ложь (2017)
- Острые предметы (2018)

### Короткометражные фильмы
- Stéréotypes (1991)
- Les Fleurs magiques (1995)
- Les Mots magiques (1998)